# Brda
Brda är en kommun belägen i västra Slovenien med 5 602 invånare (2019).